# Érzékszerv
Érzékszerv az információfelvételre szolgáló szerv. Az ingerfelvevő képességű, az ingereket elektromos impulzusokká alakítva az idegszálakon keresztül az agyba továbbítják. Az ingerek átalakítását az érzékszervekben levő érzéksejtek (receptorok) végzik különféle vegyi és fizikai folyamatok által. Az érzékszerv többi része az érzéksejtek védelmét, és az ingerek továbbítását végzi.
Az ember érzékszervei a szem, a bőr, a fül, az orr és a nyelv. Fülünk a hallás érzékszerve. Segítségével érzékeljük a hangokat. Orrunk a szaglás, nyelvünk az ízlelés érzékszerve. Orrunkkal szagokat, nyelvünkkel a keserű, sós, savanyú, édes és az umami ízeket érzékeljük.

## Inger
Az érzékszervek az ingert négyféle szempontból értékelik: modalitás, intenzitás, hely, időtartam. Egy hangingert a két fül különböző időpontokban észlelhet; ez az időkülönbség teszi lehetővé a hangforrás helyének meghatározását. Az egyes receptorok csak bizonyos ingerekre érzékenyek: például a mechanoreceptorok a tapintás különböző altípusaira. Az intenzitásról és az időtartamról szóló információt a receptorok impulzusmintázattal kódolják. A receptor elhelyezkedése az inger helyéről informálja az agyat.

## Modalitás
Az inger modalitása egy érzékelhető fizikai vagy vegyi jelenség. Ilyen például a hang, a hőmérséklet, a nyomás, az íz. A modalitást elsődlegesen a receptor típusa kódolja, így lát az ember csillagokat a szemre mért ütés következtében. Az agyban az érzékszervi modalitásnak megfelelő területek fogadják és dolgozzák fel a beérkező információkat, így alakítva ki a tudatosan észlelt érzetminőségeket. Az egyes agyterületek az összes beléjük érkező jelet csak a nekik megfelelő modalitásúnak képesek feldolgozni; így jöhet létre a szinesztézia jelensége.

## Érzékszervek adekvát ingerük szerint

### Fény
A fény a szemmel látható elektromágneses sugárzás. Vannak állatok, mint például a méhek, amik látják az ultraibolya fényt és vannak, amik az infravörös sugárzást látják, például a gödörkés arcú viperák. 
- ultraibolya fény: sok rovar, mélytengeri halak, néhány hüllő és madár
- látható fény: 380 nm (ibolya) 760 nm (vörös)
- infravörös sugárzás: néhány édesvízi hal szemmel, gödörkés arcú viperák speciális érzékszervvel

adekvát inger: fény
receptorstruktúra: retina csapokkal és pálcikákkal

### Hang
- ultrahang: kb. 20 kHz (17,5 mm) – 200 kHz (1,7 mm), például denevérek és delfinek
- hallható hang: 16–20 000 Hz az emberi hallás tartománya
- infrahang: 16–0 Hz, például elefántok, baglyok füle, fokozatos átmenettel a tapintóreceptorokhoz

### Bőrérzékletek
- rezgések, nyomás, érintés: a bőr tapintóreceptorai, tapintószőrök, csápok
- hőmérséklet, infravörös sugárzás: 750 nm-0,01 mm, meleg- és hidegreceptorok, gödröcskék kígyóknál
- víznyomás és áramlás: a bőr tapintóreceptorai, halak oldalvonala

### Mozgás
- a fej mozgása: a belsőfül félkörös ívjáratai
- testrészek helyzete és mozgása: receptorok az ízületekben és az izmokban

### Vegyi érzékletek
- szagok: az orr nyálkahártyája (szaglás)
- ízek: a nyelv ízlelőgumói (ízlelés)

### Elektromos mező
- Lorenzini-ampullák a cápáknál és a rájáknál
- elektromos mezők érzékelése néhány más ragadozó halnál, például az elektromos angolnánál

### Mágnesesség
- földmágnesesség: (nemcsak) vándormadarak észlelik; például a vörösbegy szeme, és a galamb csőre.

Az erős mágneses mezőket az ember is észleli a szemrezgés által.

## Az emberi érzékelés rendszerei
Az ember érzékelésében a következő alrendszerek vannak jelen:
- látórendszer: fényreceptorok, látóideg, látókéreg
- hallórendszer
- szomatoszenzoros rendszer, a bőrérzékletek, a testhelyzet és a testmozgás érzékelését végző rendszer
- ízlelőrendszer
- szaglórendszer

a receptorok típusai:
- vegyi receptorok
- mechanoreceptorok
- nocireceptorok
- fényreceptorok
- termoreceptorok